# Jararaca-da-seca
Bothrops erythromelas, conhecida popularmente no Brasil como Jararaca-da-seca é uma serpente brasileira que pode se encontrada na Região Nordeste (uma área restrita na porção meridional da Bahia). Como seu nome indica, é a única espécie de jararaca que habita a caatinga, encontrada mais em moitas de capins onde busca alimento e abrigo. Possui uma dentição solenóglifa. O seu tamanho não ultrapassa mais de 60 centímetros.